# Windows服务
Windows服务是指Windows NT操作系统中的一种运行在后台的计算机程序。它在概念上类似于Unix守护进程。Windows服务必须符合服务控制管理器（负责管理Windows服务的组件）的接口规则和协议。
Windows服务可以配置为在操作系统启动时运行，并且在Windows运行期间持续在后台运行。服务也可以手动或基于某个事件而启动。Windows NT操作系统包含众多服务，分别运行在三种用户帐户环境中：系统、网络服务和本地服务。这些Windows组件通常采用Windows服务托管进程。因为Windows服务运行在其自身的专用用户帐户中，它们可以在用户未登录时活动。
在Windows Vista之前，安装为“交互服务”的服务可以与Windows桌面交互和显示图形用户界面。但在Windows Vista中，交互服务已被弃用，并且可能无法正常运行。

## 管理
Windows管理员可以管理服务，通过：
- “服务”扩展（在Windows控制面板的“管理工具”中）
- Sc.exe
- Windows PowerShell

### 服务扩展
服务扩展是基于Microsoft管理控制台提供的一个组件，它可以连接到本地计算机或网络上的远程计算机，用户可以：
- 查看已安装服务的列表，包括服务名称、说明和配置
- 开始、停止、暂停或重新启动服务[5]
- 适用时指定服务的参数
- 更改启动类型。可接受的启动类型有：
  - 自动：服务会在系统登录时启动。
  - 自动(延迟启动)：服务会在系统启动后过一会启动。此选项在Windows Vista中引入，目的是降低系统启动后到达桌面的等待时间。但是，不是所有服务都支持延迟启动。[6]
  - 手动：服务只会在被明确调用时启动。
  - 停用：服务被停用，開機時将不会启动，開機後必須要再設定為自動或手動才能將服務啟用。
- 更改各服务运行的用户帐户上下文
- 配置服务发生失败时应采取的恢复操作
- 查阅服务的依赖关系，了解服务或设备驱动程序依赖于哪些特定服务，或者特定服务依赖于哪些服务或设备驱动程序
- 导出服务列表为文本文件或CSV文件

### Sc.exe
服务扩展的命令行接口是Sc.exe，名为“服务控制”实用工具。此工具在Windows XP及更高版本中提供。
Sc.exe的管理范围仅限于本地计算机。从Windows Server 2003开始，Sc.exe不仅能做到“服务扩展”支持的操作，还可以安装和卸载服务。

### Windows PowerShell
Windows PowerShell本质上可以管理Windows服务，相关命令如下：
- Get-Service[10]
- New-Service[11]
- Restart-Service[12]
- Resume-Service[13]
- Set-Service[14]
- Start-Service[15]
- Stop-Service[16]
- Suspend-Service[17]

### 其他管理工具
在服务扩展、Sc.exe和PowerShell以外，Windows还包括第三方可以操作的组件。Net.exe可以启动、停止、暂停或恢复一个Windows服务。在Windows Vista及更高版本中，Windows 任务管理器可以显示已安装服务的列表和启动与暂停它们。MSConfig可以启用或禁用Windows服务。

## 开发

### 编写原生服务
可以使用如Microsoft Visual Studio或Embarcadero Delphi等开发工具创建一个Windows服务。为了成为一个Windows服务，程序在编写上必须处理“服务控制管理器”的启动、停止和暂停消息。服务控制管理器是负责启动和停止服务的Windows组件。

### 封装应用程序为服务
Windows Resource Kit for Windows NT 3.51、Windows NT 4.0和Windows 2000提供工具来控制服务的注册和使用：SrvAny.exe作为服务封装器来处理预期的服务接口（例如处理service_start，然后响应service_started或service_failed）并允许配置任何可执行文件或脚本作为一个服务。Sc.exe可以安装、启动、停止和卸载新服务。

## 进一步资料
- Savill, John. . Windows IT Pro（英语：Windows IT Pro）. Penton Media（英语：Penton Media）. 1999-03-05  [2013-03-29]. （原始内容存档于2013-06-29）.
- David B. Probert, Windows Service Processes （页面存档备份，存于）
- Windows Sysinternals: Autoruns for Windows v13.4 （页面存档备份，存于）—An extremely detailed query of services